# Эсто-Алтай
Э́сто-Алта́й — село в Яшалтинском районе Калмыкии, административный центр Эсто-Алтайского сельского муниципального образования.
Основано эстонскими переселенцами в 1922 году
Население — 1357 человек (2010)

## Этимология
По одной из версий, название села образовано путём объединения сокращения "эсто" от "эстонский" и названия одного из арванов калмыков менгутинского рода — "алтнахн" (калм. золотой).

## История
Село основано в 1922 году эстонцами, переселившимися из Эсто-Хагинки на бывшие арендные калмыцкие земли.
В 1929 году в селе был образован ТОЗ. Через год на основе товарищества по обработке земли возник колхоз «Инициатива комсомола». В 1931 году население села составляло 1360 человек, из них в колхозе состояло 367. В 1934 году из колхоза было организовано две сельхозартели — колхоз им. Кагановича (Сладкое) и колхоз им. Сталина (Эсто-Алтай).
На довоенных картах населённый пункт обозначался как хутор Эстонский
С началом войны в первые месяцы на фронт ушло пятьдесят мужчин. Двадцать человек погибли на полях сражений. С войны вернулось тридцать четыре фронтовика, которые приняли активное участие в послевоенном становлении хозяйства.
На американской карте СССР 1950 года село обозначено уже как Эсто-Алтай
.
После возвращения из депортации в селе обосновались калмыки, до депортации проживавшие в исчезнувших селе Менгута и хуторе Абганер-Гаханкин. В 1960-х вслед за калмыками, возвращавшимися из депортации, в селе стали селиться бывшие поволжские немцы. В 60—80-е годы XX столетия немцы составляли бо́льшую часть населения села.
В настоящее время в поселке возводится уникальное культовое сооружение — хурул-ступа.

## Физико-географическая характеристика
Село расположено на юге Яшалтинского района, в пределах Ставропольской возвышенности, на высоте 66 м над уровнем моря. Рельеф местности равнинный. Со всех сторон село окружено полями. У восточной окраины села берёт начало балка Менгута, проходит Ростовский 4-й канал Правоегорлыкской обводнительно-оросительной системы.
По автомобильной дороге расстояние до столицы Калмыкии города Элиста составляет 220 км, до районного центра села Яшалта - 19 км, до ближайшего города Городовиковск - 37 км. Ближайший населённый пункт село Сладкое расположен в 5,8 км к юго-востоку от села.
Согласно классификации климатов Кёппена-Гейгера посёлок находится в зоне континентального климата с относительно холодной зимой и жарким летом (индекс Dfa). Среднегодовая температура положительная и составляет + 10 С, средняя температура самого холодного месяца января -3,7 С, самого жаркого июля +23,8 С. Среднегодовая норма осадков - 445 мм, наибольшее количество осадков выпадает в июне - 53 мм, наименьшее в феврале - 27 мм.  В окрестностях посёлка распространены тёмно-каштановые почвы и солонцы
Часовой пояс
Эсто-Алтай, как и вся Республика Калмыкия, находится в часовой зоне МСК (московское время). Смещение применяемого времени относительно UTC составляет +3:00. Время в посёлке соответствует астрономическому времени: истинный полдень - 12:06:17 по местному времени

## Население
| 2002 | 2010  |
| ---- | ----- |
| 1368 | ↘1357 |

Национальный состав
Согласно результатам переписи 2002 года большинство населения посёлка составляли русские (44 %)
В настоящее время посёлок Эсто-Алтай один из самых интернациональных в республике. Здесь живут представители 23 национальностей: калмыки, русские, белорусы, турки, дагестанцы, азербайджанцы, эстонцы, немцы, езиды.

## Социальная инфраструктура
В  Эсто-Алтае расположены дом культуры, библиотека, несколько магазинов. Среднее образование жители посёлка получают Эсто-Алтайской средней общеобразовательной школе. Mедицинское обслуживание жителей села обеспечивают офис врача общей практики и Яшалтинская центральная районная больница. Ближайшее отделение скорой медицинской помощи расположено в селе Яшалта.

## Экономика
Большинство жителей села работают в СПК имени Карла Маркса. Предприятие, неоднократно становившееся в прежние времена победителем всесоюзных соцсоревнований, сохранило статус селообразующего. Основным направлением сельхозпроизводства является растениеводство.

## Достопримечательности
- В настоящее время в посёлке возводится буддийское культовое сооружение — хурул-ступа[8].
- Дубовая роща — памятник природы;
- Обелиск 30-летия Победы над фашизмом;
- Памятник А.С. Пушкину.
- Памятник В.И. Ленину.
- Памятник К. Марксу.

## Известные уроженцы
- Дави́д Ники́тич Кугульти́нов (1922—2006) — калмыцкий советский поэт. Народный поэт Калмыцкой АССР (1969). Герой Социалистического Труда. Лауреат Государственной премии СССР (1976).

## Источник
- Известия Калмыкии, 23 декабря 2011 года.